# Thomsons trägnagare
Thomsons trägnagare (Anobium thomsoni) är en skalbaggsart som först beskrevs av Ernst Gustav Kraatz 1881.  Thomsons trägnagare ingår i släktet Anobium, och familjen trägnagare. Arten är reproducerande i Sverige.